# Regió eclesiàstica Campània

Situació de la Campània a Itàlia

La regió eclesiàstica Campania és una de les setze regions eclesiàstiques en les quals està dividit el territori de l'Església catòlica a Itàlia. El seu territori es correspon al territori de la regió administrativa Campània de la República Italiana.

## Història
Quan al 61 sant Pau desembarcà a Pozzuoli, trobà a les terres campanyes alguns germans, senyal que el cristianisme ja havia arribat a aquesta part de la Itàlia meridional. La comunitat cristiana es dotà molt aviat d'una organització jeràrquica, formada a partir del segle ii. La seva vitalitat donà fruits de santedat, sobretot gràcies al testimoni dels màrtirs. Durant l'edat mitjana aquest territori va estar ocupat per pobles estrangers, però la religiositat dels seus habitants es va mantenir, com testimonien el naixement de les confraternitats i obres de caritat, d'abadies, d'esglésies i santuaris, especialment marians.

## La regió eclesiàstica avui

### Estadístiques
Superfície en km²: 13.879

Habitants: 5.911.843

Parròquies: 1.821

Nombre de sacerdots seculars: 2.261

Nombre de sacerdots regulars: 1.307

Nombre de diaques permanents: 489

### Subdivisions
Aquesta regió eclesiàstica està composta per vint-i-cinc diòcesis, repartides:
- Arquebisbat de Nàpols metropolitana, que té com a sufragànies:
  - Bisbat d'Acerra
  - Bisbat d'Alife-Caiazzo
  - Bisbat d'Aversa
  - Arquebisbat de Càpua
  - Bisbat de Caserta
  - Bisbat d'Ischia
  - Bisbat de Nola
  - Prelatura territorial de Pompeia
  - Bisbat de Pozzuoli
  - Bisbat de Sessa Aurunca
  - Arquebisbat de Sorrento-Castellammare di Stabia
  - Bisbat de Teano-Calvi
- Arquebisbat de Benevent metropolitana, que té com a sufragànies:
  - Bisbat d'Ariano Irpino-Lacedonia
  - Bisbat d'Avellino
  - Bisbat de Cerreto Sannita-Telese-Sant'Agata de' Goti
  - Abadia territorial de Montevergine
  - Arquebisbat de Sant'Angelo dei Lombardi-Conza-Nusco-Bisaccia
- Arquebisbat de Salern-Campagna-Acerno metropolitana, que té com a sufragànies:
  - Arquebisbat d'Amalfi-Cava de' Tirreni
  - Abadia territorial de la Santissima Trinità di Cava de' Tirreni
  - Bisbat de Nocera Inferiore-Sarno
  - Bisbat de Teggiano-Policastro
  - Bisbat de Vallo della Lucania

### Conferència episcopal Campana
- President: cardenal Crescenzio Sepe, arquebisbe de Nàpols
- Vicepresident: Luigi Moretti, arquebisbe de Salern-Campagna-Acerno
- Secretari: Antonio Di Donna, bisbe d'Acerra

## Diòcesis campanes suprimides
- Bisbat d'Acquaputrida
- Bisbat d'Agropoli
- Bisbat d'Arpaia
- Bisbat d'Atella
- Bisbat de Bussento
- Bisbat de Capri
- Bisbat de Carinola
- Bisbat de Cuma
- Bisbat d'Eclano
- Bisbat de Frigento
- Bisbat de Galazia in Campania
- Bisbat de Giffoni
- Bisbat de Lettere
- Bisbat de Limosano
- Bisbat de Massa Lubrense
- Bisbat de Minori
- Bisbat de Miseno
- Bisbat de Montemarano
- Bisbat de Monteverde
- Bisbat de Ravello
- Bisbat de Sala Consilina
- Bisbat de Scala
- Bisbat de Tocco Caudio
- Bisbat de Trevico
- Bisbat de Velia
- Bisbat de Vico Equense
- Bisbat de Volturno